# Eurycope dahli
Eurycope dahli är en kräftdjursart som beskrevs av Jörundur Svavarsson 1987. Eurycope dahli ingår i släktet Eurycope och familjen Munnopsidae. Inga underarter finns listade i Catalogue of Life.